# Johannes Droste
Johannes Droste (Grave, Países Bajos, 28 de mayo de 1886-Leiden, Países Bajos, 16 de septiembre de 1963) fue un matemático neerlandés y la segunda persona, tras Karl Schwarzschild, en resolver la ecuación de Einstein.

## Biografía
El 27 de mayo de 1916, siendo estudiante de Hendrik Lorentz en la Universidad de Leiden, Droste presentó en la Real Academia de Artes y Ciencias de los Países Bajos su solución de la ecuación de Einstein. El mismo año obtuvo su doctorado. Entre 1914 y 1919, fue profesor de matemáticas en el gimnasio de Gorcum. Tras ello, regresó a la Universidad de Leiden, donde obtuvo la plaza como profesor de matemáticas en 1930. Se especializó en la enseñanza del análisis matemático, mientras que abandonó su investigación en física, con excepción de algunas contribuciones en elasticidad y en termodinámica.

## Obras
- Droste, Johannes (1916). Het zwaarterkrachtsveld van een of meer lichamen volgens de theorie van Einstein (27 cm) (en neerlandés). Leyde: E. J. Brill. pp. 1 vol., XII-72. OCLC 4644074..